# Observatoire de géophysique principal Voeïkov
L'Observatoire de géophysique principal A. I. Voeïkov (en russe : Главная геофизическая обсерватория имени А. И. Воейкова), fondé le 1er avril 1849, est la plus ancienne institution météorologique de Russie. Basée à Saint-Pétersbourg, l'observatoire est impliqué dans la recherche dans le domaine de la climatologie, la météorologie, l'aérologie, l'actinométrie, ainsi qu'un certain nombre de domaines de la physique atmosphérique.